# Begraafplaats van Corbie
De Begraafplaats van Corbie is een gemeentelijke begraafplaats in de gemeente Corbie in het Franse departement Somme en ligt aan de Rue des Longues Vignes op 1 km ten noordoosten van het centrum (gemeentehuis). Ze heeft een min of meer trapeziumvormig grondplan en wordt omsloten door bomen en heesters. De toegang aan de straatzijde bestaat uit een tweedelig metalen hek met aan de rechterzijde een portiersgebouw. Het terrein wordt in vakken verdeeld door haaks kruisende paden.

## Frans-Duitse Oorlog
Op 22 oktober 1971 werd in Corbie een monument voor de gesneuvelde militairen uit de Frans-Duitse Oorlog opgericht in de vorm van een obelisk. Op de sokkel staan de namen van officieren, officieren, soldaten en mariniers van de 43ste en 91ste linieregimenten en van andere eenheden van het Armée du Nord. Ook worden de namen van negen ongeïdentificeerde soldaten vermeld.
Dit monument werd bij de verplaatsing van de gemeentelijke begraafplaats aan het begin van de twintigste eeuw geplaatst op het centrale gangpad van de huidige begraafplaats.
Het monument is erg verweerd en de inscripties zijn zelden goed leesbaar. De urn die zich bovenop het monument bevond is verdwenen. Het monument is omgeven door 4 tombes. Eén daarvan bevat de stoffelijke overschotten van twee Pruisissche soldaten, de overige drie elk die van een Franse soldaat.

## Eerste Wereldoorlog
Corbie bevond zich ongeveer 20 kilometer achter het front toen de Britse troepen in juli 1915 de lijn van Berles-au-Bois zuidwaarts naar de Somme overnamen. 
Nadat het Britse perk in mei 1916 was volzet werd het braakliggend terrein ten oosten ervan gebruikt als uitbreiding. Een metalen traliehekje in een witte stenen portiek markeert de toegang tot deze extensie.
In de stad werd een medisch hulpcentrum ingericht, met de 5th en 21st Casualty Clearing Stations in La Neuville ( een wijk aan de overkant van de Ancre) die respectievelijk tot oktober 1916 en april 1917 werden gebruikt. In november 1916 verplaatste het front zich naar het oosten, maar tijdens de Duitse opmars in het voorjaar van 1918 kwam het binnen 10 kilometer van de gemeente te liggen. Toen werden de veldhospitalen van de 47th Division en de 12th Australian Field Ambulance hier opgericht.
Corbie bevond zich ongeveer 20 kilometer achter het front toen de Britse troepen in juli 1915 de lijn van Berles-au-Bois zuidwaarts naar de Somme overnamen. In de stad werd een medisch hulpcentrum ingericht, met de 5th en 21st Casualty Clearing Stations in La Neuville (een wijk aan de overkant van de Ancre) die respectievelijk tot oktober 1916 en april 1917 werden gebruikt. In november 1916 verplaatste het front zich naar het oosten, maar tijdens de Duitse opmars in het voorjaar van 1918 kwam het binnen 10 kilometer van de gemeente te liggen. Toen werden de veldhospitalen van de 47th Division en de 12th Australian Field Ambulance hier opgericht.

### Britse oorlogsgraven
Aan de oostelijke rand van de begraafplaats ligt een perk met Britse gesneuvelden uit de Eerste Wereldoorlog. Het perk werd ontworpen door Charles Holden en heeft een rechthoekig grondplan met een oppervlakte van 420 m² dat wordt afgebakend met witte boordstenen.
Er liggen 246 Britten en vier Indiërs begraven. Ruim de helft van de hier begraven slachtoffers vielen tijdens de Slag aan de Somme in 1916. De graven worden onderhouden door de Commonwealth War Graves Commission, die het oorspronkelijke deel van de begraafplaats heeft ingeschreven als Corbie Communal Cemetery .

#### Alias
- soldaat Arthur George Hope diende onder het alias Arthur George Ranwell bij de The Queen's (Royal West Surrey Regiment).

#### Minderjarige militairen
- de soldaten Roland Beswick (Manchester Regiment), Walter Brooks (Lancashire Fusiliers), Francis Joseph Wright (Royal Scots Fusiliers) en Bertie Hampton (King's Own Scottish Borderers) waren 17 jaar toen ze sneuvelden.

### Extensie
Nadat het Britse perk in mei 1916 was volzet werd het braakliggend terrein ten oosten ervan gebruikt als uitbreiding. Een metalen traliehekje in een witte stenen portiek markeert de toegang tot deze uitbreiding die bij de CWGC genoteerd staat als Corbie Communal Cemetery Extension. De uitbreiding werd ook ontworpen door Charles Holden en sluit aan bij de oostelijke rand van de gemeentelijke begraafplaats.
Het terrein ligt hoger dan het straatniveau en heeft een trapeziumvormig grondplan met een oppervlakte van ongeveer 2490 m² dat omsloten wordt door een natuurstenen muur. Aan de straatzijde bevindt zich de open hoofdingang die men bereikt via een trapgedeelte met zes opgaande treden en een licht hellend graspad van 18 meter lang. Het Cross of Sacrifice staat bij de toegang in een uitspringende hoek van de ommuring. Aan de oostelijke zijde staan twee kubusvormige witte stenen schuilgebouwtjes die door een muur verbonden zijn. Daarvoor staat de Stone of Remembrance. Een metalen traliehekje in een witte stenen portiek markeert de toegang tot de gemeentelijke begraafplaats met het Britse perk van de oorspronkelijke begraafplaats. De uitbreiding wordt onderhouden door de Commonwealth War Graves Commission, die dit heeft ingeschreven als Corbie Communal Cemetery Extension.
Er liggen 925 slachtoffers begraven: 839 Britten, 58 Australiërs, 27 Zuid-Afrikanen en 1 Duitser. 

#### Onderscheiden militairen
- William La Touche Congreve, majoor bij de Rifle Brigade werd onderscheiden met het Victoria Cross, de Distinguished Service Order en het Military Cross (VC, DSO, MC). Hij ontving ook de Franse nationale onderscheiding Légion d'honneur.
- Terence Patrick McSharry, luitenant-kolonel bij de Australian Infantry, A.I.F. werd onderscheiden met het lidmaatschap in de Order of St Michael and St George, tweemaal met de Distinguished Service Order en het Military Cross (CMG, DSO and Bar, MC).
- Charles Albert Roy Follit, kapitein bij de Royal Welsh Fusiliers werd onderscheiden met de Distinguished Service Order en het Military Cross (DSO, MC).
- Joseph Leonard Swainson, luitenant-kolonel bij de Duke of Cornwall's Light Infantry; Humphrey Francis William Bircham, luitenant-kolonel bij het King’s Royal Rifle Corps en Bertram Walter, majoor bij de Royal Field Artillery werden onderscheiden met de Distinguished Service Order (DSO).
- Gerald Wyman Towell, kapitein bij de Royal Horse Artillery werd tweemaal onderscheiden met het Military Cross (MC and Bar).
- Charles Bruce Gilroy, kapitein bij de Black Watch (Royal Highlanders); Charles Douglas Welss,  luitenant bij de Royal Air Force; Arthur Roscoe, onderluitenant bij het Queen's Own (Royal West Kent Regiment); Henry Clinton Laslett, onderluitenant bij de Royal Field Artillery en J. McWhannel, onderluitenant bij het Wiltshire Regiment werden onderscheiden met het Military Cross (MC).
- de sergeanten Thomas Robert Christie (Royal Engineers), William James Denton Milson (Yorkshire Regiment) en Frederick Lawrence Thomas Hastings (Royal Fusiliers) en korporaal Alfred William Belsey (Royal Munster Fusiliers) werden onderscheiden met de Distinguished Conduct Medal (DCM).
- nog achttien militairen werden onderscheiden met de Military Medal (MM).

#### Aliassen
Negen militairen dienden onder een alias:
- kapitein Malcolm Hector Stewart als R.J. Malcolm bij de Royal Scots.
- sergeant David George Mansell als David George Evans bij de Oxford and Bucks Light Infantry.
- korporaal Alfred William Belsey als William George Belsey (DCM) bij de Royal Munster Fusiliers.
- korporaal Arthur Hornblower als Frederick Richards bij het South Staffordshire Regiment.
- schutter Ernest Latimer-Sewell als Ernest Latimer bij het King's Royal Rifle Corps.
- soldaat James Lynch als James Roche bij de Royal Munster Fusiliers.
- soldaat Joseph Riley als Joseph Morris bij de King's Own Yorkshire Light Infantry.
- soldaat A.V. Maskrey als A.V. Jones bij het Royal Warwickshire Regiment.
- soldaat Graham Reginald Garner-Watts als Graham Reginald Watts bij de Royal Fusiliers.

#### Gefusilleerde militair
- soldaat Joseph Carey (Royal Irish Fusiliers) werd wegens desertie op 15 september 1916 gefusilleerd.[5]